# Europäischer Fiskalpakt
Der Europäische Fiskalpakt (englisch European Fiscal Compact, französisch Pacte budgétaire européen) bezeichnet Inhalte und Maßnahmen aus dem „Vertrag über Stabilität, Koordinierung und Steuerung in der Wirtschafts- und Währungsunion“ (SKS-Vertrag), welcher auf dem Vertrag von Maastricht bzw. auf jenen EU-Konvergenzkriterien basiert (max. 60 % Verschuldungsobergrenze in Relation zum BIP und max. 3 % jährliches Haushaltsdefizit in Relation zum BIP). Wesentliche Neuerung beim „SKS-Vertrag“ betrifft nun (zusätzlich zu den „Maastricht-Kriterien“) die Möglichkeit der finanziellen Sanktionierbarkeit bei Nichteinhaltung.

Signatarstaaten des Europäischen Fiskalpakts:
----

Teilnehmende Länder, deren strukturelles Defizit (jährliche Neuverschuldung abzüglich konjunkturellem Defizit) 0,5 % des jeweiligen BIP oder deren Gesamtschuldenquote 60 % des BIP überschreitet, haben ihre Haushalts- und Wirtschaftspartnerschaftsprogramme mit Maßnahmen zum Abbau der Verschuldung der EU-Kommission und dem Europäischen Rat vorzulegen und von diesen genehmigen zu lassen.
Der Vertrag wurde am 2. März 2012 von 25 EU-Mitgliedern, mit Ausnahme von Großbritannien und Tschechien, ratifiziert. Kroatien, welches im Jahr 2013 der EU beitrat, unterzeichnete den Fiskalpakt nicht. Er gilt für die derzeit 20 Staaten des Euro-Währungsraumes vollumfänglich und mit Einschränkungen für die weiteren unterzeichnenden Staaten der EU. Die Zustimmung zum „Vertrag über Stabilität, Koordinierung und Steuerung in der Wirtschafts- und Währungsunion“ ist Grundbedingung, um als bedürftiger Staatshaushalt Darlehen aus dem ESM beziehen zu können.

## Hintergrund
In Reaktion auf die Europäische Schuldenkrise kamen ab dem Jahre 2010 erste Vorschläge zur Reformierung des Stabilitäts- und Wachstumspakts auf, der diese Krise nicht verhindert hatte. Im Februar 2011 trieben Frankreich und Deutschland den Euro-Plus-Pakt voran, um die wirtschaftspolitische Koordinierung in der Eurozone zu verbessern. Spanien schloss sich diesem Ziel an. Zu den entschiedensten Verfechtern einer gemeinsamen Fiskalunion gehören neben der deutschen Bundeskanzlerin Angela Merkel auch zahlreiche amtierende EU-Finanzminister und der Chef der Europäischen Zentralbank.
Deutschland hatte andere Mitgliedstaaten gedrängt, eine Schuldenbremse nach eigenem Vorbild einzuführen, um eine klare Schuldenobergrenze, strikte Haushaltsdisziplin und einen ausgeglichenen Haushalt zu erreichen. Schuldenbremsen in allen Euroländern implizieren eine viel stärkere Haushaltsdisziplin als die bestehenden EU-Regeln. Laut der deutschen Bundeskanzlerin Angela Merkel sollten die Europäische Kommission und der Europäische Gerichtshof sicherstellen, dass die Länder ihren Verpflichtungen nachkommen.
Am 9. Dezember 2011 einigten sich alle EU-Mitglieder mit Ausnahme Großbritanniens und Tschechiens auf strenge Obergrenzen für die Staatsschulden, einschließlich automatischer Sanktionen für Länder, die die Regeln brechen (Art. 3 SKS-Vertrag).

## Antwort auf die Eurokrise
Im Zuge der auslösenden Bankenkrise und der, aufgrund der Rettungen, erhöhten Staatsverschuldungen wurde die Idee einer Europäischen Fiskalunion erneut aufgegriffen: gemeinsames Budget, gemeinsame Steuerpolitik, gemeinsame Garantie für die Staatsschulden der Länder der Eurozone. Einige sehen darin den natürlichen nächsten Schritt zur Europäischen Integration oder/und einen Weg zur Linderung oder Lösung der Eurokrise, andere erkennen ein volkswirtschaftliches Paradoxon. Einige Ökonomen warnen davor und weisen darauf hin, dass Europa nicht durch Sparen allein aus dem Schuldensumpf zu ziehen sei, da dafür auch Wachstum bzw. Investition nötig sei.

## Brüsseler Übereinkunft
Am 9. Dezember 2011 einigten sich die Länder der Eurozone auf Obergrenzen für die Staatsverschuldung und Strafen für jene Länder, die diese Grenzen missachten. Auch die Nicht-Euro-Länder mit Ausnahme Großbritanniens erklärten sich bereit, mitzumachen. Eine Änderung des EU-Vertrags wurde vom britischen Premierminister David Cameron abgelehnt. Er hatte als Gegenleistung verlangt, die City of London von künftigen Finanzmarktregulierungen (wie etwa der vorgeschlagenen EU-Finanztransaktionssteuer) auszunehmen. Wegen der Ablehnung der Vertragsänderung seitens der Briten im Dezember 2011 musste die geplante Zusammenarbeit auf eine eigene vertragliche Grundlage gestellt werden. Die Tschechische Republik, welche im Gegensatz zum Vereinigten Königreich die Vertragsänderung unterstützte, hat folglich im Januar 2012 abgelehnt, sich dem neuen Pakt anzuschließen, der außerhalb des EU-Rechtsrahmens steht. Der Vertrag wurde am 2. März 2012 von 25 Staaten unterzeichnet.

### Vertragsinhalt
Der SKS-Vertrag (Fiskalpakt) umfasst folgende Punkte:

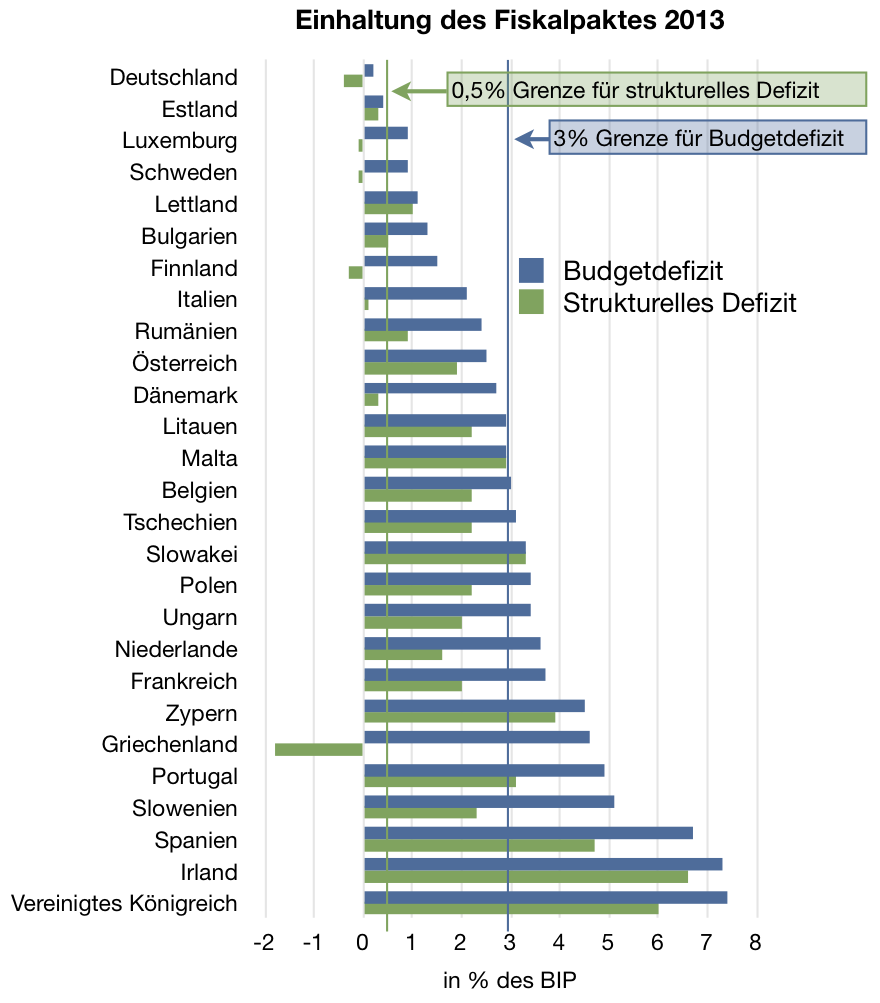
Fiskalpaktkriterien (2013): Budget- & strukturelles Defizit

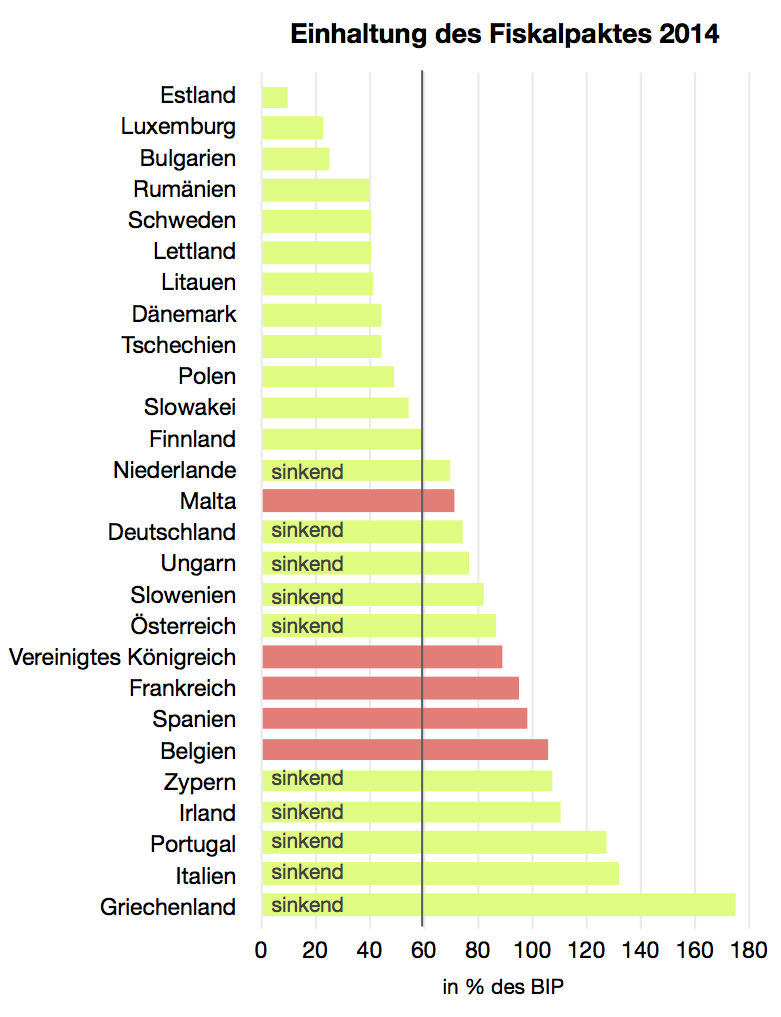
Fiskalpaktkriterium (2014): Staatsschuldenquote

- Der allgemeine Staatshaushalt muss ausgeglichen sein oder einen Überschuss aufweisen (Art. 3 Abs. 1 Buchst. a). Das gilt bereits dann als erreicht, wenn der konjunkturbereinigte jährliche Saldo ohne Anrechnung einmaliger und befristeter Maßnahmen (Art. 3 Abs. 3 Buchst. a) in seinem länderspezifischen mittelfristigen Ziel (gemäß dem geänderten Stabilitäts- und Wachstumspakt) nicht höher als 0,5 % des nominalen BIP ist (Art. 3 Abs. 1 Buchst. b); er kann bis zu 1,0 % des BIP betragen, wenn der Schuldenstand erheblich unter 60 % des BIP liegt (Art. 3 Abs. 1 Buchst. b und d SKSV). Dies hat jedoch nicht sofort und wohl auch nur annäherungsweise zu geschehen, denn es heißt in Art. 3 Abs. 1 Buchst. b: „Die Vertragsparteien stellen eine rasche Annäherung an ihr jeweiliges mittelfristiges Ziel sicher“, wobei der zeitliche Rahmen für diese Annäherung von der Europäischen Kommission „unter Berücksichtigung der länderspezifischen Risiken für die langfristige Tragfähigkeit vorgeschlagen“ wird. Von diesem „mittelfristigen Ziel oder dem dorthin führenden Anpassungspfad“ dürfen die die Staaten ausnahmsweise abweichen, wenn „außergewöhnliche Umstände“ vorliegen (Art. 3 Abs. 1 Buchst. c). Als solches gilt „ein außergewöhnliches Ereignis, das sich der Kontrolle der betreffenden Vertragspartei entzieht und erhebliche Auswirkung auf die Lage der öffentlichen Finanzen hat, oder ein schwerer Konjunkturabschwung im Sinne des geänderten Stabilitäts- und Wachstumspakts, vorausgesetzt, die vorübergehende Abweichung … gefährdet nicht die mittelfristige Tragfähigkeit der öffentlichen Finanzen“ (Art. 3 Abs. 3 Buchst. b).
- Die neue Regelung muss in der nationalen Verfassung (oder auf gleichwertigem Niveau) verankert werden (Art. 3 Abs. 2 SKSV). Sie muss zudem einen automatischen Korrekturmechanismus beinhalten, der im Falle einer Abweichung ausgelöst wird. Alle unterzeichnenden Staaten erkennen die Zuständigkeit des Europäischen Gerichtshofs, der die Umsetzung dieser Regel auf nationaler Ebene überprüft, an (Art. 8 SKSV).
- Die Mitgliedstaaten verpflichten sich, ihre Ausgaben und Schulden zu verringern, bis die individuell von der EU-Kommission vorgeschlagenen Grenzen erreicht sind (Art. 4 SKSV).
- Mitgliedstaaten, die die Regeln verletzten, müssen der EU-Kommission sowie dem Europäischen Rat Bericht erstatten, durch welche wirtschaftspolitischen Maßnahmen sie gedenken, ihr übermäßiges Defizit dauerhaft zu senken. Die vorgeschlagenen Maßnahmen und die jährlichen Haushaltspläne werden von der EU-Kommission und dem Europäischen Rat überwacht (Art. 5 SKSV).
- Die Mitgliedstaaten müssen die geplante Aufnahme neuer Schulden vorab melden (Art. 6 SKSV).
- Die Mitgliedstaaten stimmen einer Abänderung des Europäischen Stabilitätsmechanismus zu, der zudem ein Jahr früher in Kraft tritt.

Sobald ein Mitgliedsstaat Gefahr läuft, die Defizit-Obergrenze von drei Prozent zu verletzen, treten automatische Konsequenzen in Kraft, es sei denn, eine qualifizierte Mehrheit der Mitgliedstaaten des Euroraums spricht sich dagegen aus.
Laut Art. 8 Abs. 1 soll jedes Euroland, das keine EU-weit einheitliche Schuldenbremse auf nationaler Ebene einführt, vor dem Gerichtshof der EU in Luxemburg verklagt werden können. Diese Klage kann von jedem der anderen Länder entweder von sich aus oder nach vorheriger Feststellung der Säumnis durch die Europäische Kommission eingebracht werden. Kläger müssen laut Protokoll über die Unterzeichnung des Fiskalpakts jedoch die drei Staaten sein, die im Zeitpunkt der Veröffentlichung des Kommissionsberichts den Vorsitz im Rat der Europäischen Union führen. Der Gerichtshof entscheidet dann verbindlich, ob der Staat die Schuldenbremse wirksam eingeführt hat. Befolgt jener Staat dann das Urteil nicht, kann nach Art. 8 Abs. 2 beim Gerichtshof die Verhängung finanzieller Sanktionen gemäß den von der Europäischen Kommission im Rahmen von Art. 260 des Vertrages über die Arbeitsweise der Europäischen Union geschaffenen Kriterien beantragt werden. Diese Sanktion kann einen Pauschalbetrag oder ein Zwangsgeld betragen und darf 0,1 % seines Bruttoinlandsproduktes nicht übersteigen. Das Geld soll in den geplanten Europäischen Stabilitätsmechanismus (ESM) fließen. Dieser soll wiederum nur von jenen Ländern in Anspruch genommen werden dürfen, die sich im Rahmen des Fiskalpaktes zur Einbremsung ihrer Neuverschuldung verpflichtet haben.
Mindestens zweimal im Jahr soll es einen Euro-Gipfel geben. Zudem soll darauf geachtet werden, dass der Fiskalpakt den gemeinsamen EU-Binnenmarkt nicht untergräbt. Der Vertrag für die Eurozone tritt in Kraft, sobald ihn die Parlamente von zwölf Mitgliedern ratifiziert haben (Art. 14 SKS-Vertrag). Spätestens nach fünf Jahren soll zudem überprüft werden, ob der neue Vertrag in den für alle gültigen Vertrag über die Europäische Union integriert werden könne (Art. 16 SKS-Vertrag).

### Inkrafttreten
Der Fiskalpakt trat am 1. Januar 2013 in Kraft. 23 Staaten haben den Vertrag bisher ratifiziert: Die Euroländer Österreich, Zypern, Deutschland, Estland, Griechenland, Spanien, Finnland, Frankreich, Irland, Italien, Portugal, Slowenien und Slowakei, die Nicht-Euroländer Dänemark und Rumänien, die erklärt haben, sich an die Vertragstitel III und IV binden zu wollen. Für Litauen und Lettland gelten nur die Gouvernance-Regeln (Titel V).
| Tabellarische Übersicht zur Ratifikation des Europäischen Fiskalpakts durch die Signatarstaaten | Tabellarische Übersicht zur Ratifikation des Europäischen Fiskalpakts durch die Signatarstaaten | Tabellarische Übersicht zur Ratifikation des Europäischen Fiskalpakts durch die Signatarstaaten | Tabellarische Übersicht zur Ratifikation des Europäischen Fiskalpakts durch die Signatarstaaten | Tabellarische Übersicht zur Ratifikation des Europäischen Fiskalpakts durch die Signatarstaaten | Tabellarische Übersicht zur Ratifikation des Europäischen Fiskalpakts durch die Signatarstaaten | Tabellarische Übersicht zur Ratifikation des Europäischen Fiskalpakts durch die Signatarstaaten | Tabellarische Übersicht zur Ratifikation des Europäischen Fiskalpakts durch die Signatarstaaten | Tabellarische Übersicht zur Ratifikation des Europäischen Fiskalpakts durch die Signatarstaaten |
| Signatarstaat                                                                                   | Beschluss- fassung                                                                              | Institution                                                                                     | Erforderliche Mehrheit                                                                          | Ja                                                                                              | Nein                                                                                            | Enthaltung                                                                                      | Vertrags- hinterlegung                                                                          | Ref.                                                                                            |
| ----------------------------------------------------------------------------------------------- | ----------------------------------------------------------------------------------------------- | ----------------------------------------------------------------------------------------------- | ----------------------------------------------------------------------------------------------- | ----------------------------------------------------------------------------------------------- | ----------------------------------------------------------------------------------------------- | ----------------------------------------------------------------------------------------------- | ----------------------------------------------------------------------------------------------- | ----------------------------------------------------------------------------------------------- |
| GriechenlandEurozone                                                                            | 28. März 2012                                                                                   | Parlament                                                                                       | 50 %                                                                                            | 194                                                                                             | 59                                                                                              | 0                                                                                               | 10. Mai 2012                                                                                    | [ 21 ]                                                                                          |
| SlowenienEurozone                                                                               | 19. April 2012                                                                                  | Staatsversammlung                                                                               | 50 %                                                                                            | 74                                                                                              | 0                                                                                               | 2                                                                                               | 30. Mai 2012                                                                                    | [ 22 ]                                                                                          |
| SlowenienEurozone                                                                               | 30. April 2012                                                                                  | Staatspräsident                                                                                 | –                                                                                               | unterschrieben                                                                                  | unterschrieben                                                                                  | unterschrieben                                                                                  | 30. Mai 2012                                                                                    | [ 23 ]                                                                                          |
| LettlandEurozone                                                                                | 31. Mai 2012                                                                                    | Saeima                                                                                          | 66,7 %                                                                                          | 67 (69 %)                                                                                       | 29 (30 %)                                                                                       | 1 (1 %)                                                                                         | 22. Juni 2012                                                                                   | [ 25 ] [ 26 ]                                                                                   |
| LettlandEurozone                                                                                | 13. Juni 2012                                                                                   | Präsident                                                                                       | –                                                                                               | unterschrieben                                                                                  | unterschrieben                                                                                  | unterschrieben                                                                                  | 22. Juni 2012                                                                                   | [ 27 ] [ 28 ]                                                                                   |
| PortugalEurozone                                                                                | 13. April 2012                                                                                  | Assembleia da República                                                                         | 50 %                                                                                            | 204                                                                                             | 24                                                                                              | 2                                                                                               | 5. Juli 2012                                                                                    | [ 29 ] [ 30 ]                                                                                   |
| PortugalEurozone                                                                                | 27. Juni 2012                                                                                   | Staatspräsident                                                                                 | –                                                                                               | unterschrieben                                                                                  | unterschrieben                                                                                  | unterschrieben                                                                                  | 5. Juli 2012                                                                                    | [ 31 ] [ 32 ]                                                                                   |
| Dänemark                                                                                        | 31. Mai 2012                                                                                    | Folketing                                                                                       | 50 %                                                                                            | 80                                                                                              | 27                                                                                              | 0                                                                                               | 19. Juli 2012                                                                                   | [ 33 ]                                                                                          |
| Dänemark                                                                                        | 18. Juni 2012                                                                                   | Königin                                                                                         | –                                                                                               | unterschrieben                                                                                  | unterschrieben                                                                                  | unterschrieben                                                                                  | 19. Juli 2012                                                                                   | [ 34 ]                                                                                          |
| ZypernEurozone                                                                                  | 20. April 2012                                                                                  | Ministerrat                                                                                     | –                                                                                               | zugestimmt                                                                                      | zugestimmt                                                                                      | zugestimmt                                                                                      | 26. Juli 2012                                                                                   | [ 18 ]                                                                                          |
| ZypernEurozone                                                                                  | 29. Juni 2012                                                                                   | Präsident                                                                                       | –                                                                                               | unterschrieben                                                                                  | unterschrieben                                                                                  | unterschrieben                                                                                  | 26. Juli 2012                                                                                   | [ 35 ]                                                                                          |
| ÖsterreichEurozone                                                                              | 4. Juli 2012                                                                                    | Nationalrat                                                                                     | 50 %                                                                                            | 103                                                                                             | 60                                                                                              | 0                                                                                               | 30. Juli 2012                                                                                   | [ 36 ]                                                                                          |
| ÖsterreichEurozone                                                                              | 6. Juli 2012                                                                                    | Bundesrat                                                                                       | 50 %                                                                                            | 42                                                                                              | 13                                                                                              | 0                                                                                               | 30. Juli 2012                                                                                   | [ 37 ]                                                                                          |
| ÖsterreichEurozone                                                                              | 17. Juli 2012                                                                                   | Bundespräsident                                                                                 | –                                                                                               | unterschrieben                                                                                  | unterschrieben                                                                                  | unterschrieben                                                                                  | 30. Juli 2012                                                                                   | [ 38 ]                                                                                          |
| Litauen                                                                                         | 28. Juni 2012                                                                                   | Seimas                                                                                          | 50 % (und mind. 57 Ja-Stimmen)                                                                  | 80                                                                                              | 11                                                                                              | 21                                                                                              | 6. September 2012                                                                               | [ 39 ]                                                                                          |
| Litauen                                                                                         | 4. Juli 2012                                                                                    | Präsidentin                                                                                     | –                                                                                               | unterschrieben                                                                                  | unterschrieben                                                                                  | unterschrieben                                                                                  | 6. September 2012                                                                               | [ 40 ]                                                                                          |
| ItalienEurozone                                                                                 | 12. Juli 2012                                                                                   | Senato della Repubblica                                                                         | 50 %                                                                                            | 216                                                                                             | 24                                                                                              | 21                                                                                              | 14. September 2012                                                                              | [ 41 ]                                                                                          |
| ItalienEurozone                                                                                 | 19. Juli 2012                                                                                   | Camera dei deputati                                                                             | 50 %                                                                                            | 368                                                                                             | 65                                                                                              | 65                                                                                              | 14. September 2012                                                                              | [ 42 ]                                                                                          |
| ItalienEurozone                                                                                 | 23. Juli 2012                                                                                   | Präsident                                                                                       | –                                                                                               | unterschrieben                                                                                  | unterschrieben                                                                                  | unterschrieben                                                                                  | 14. September 2012                                                                              | [ 43 ]                                                                                          |
| DeutschlandEurozone                                                                             | 29. Juni 2012                                                                                   | Bundesrat                                                                                       | 66,7 %                                                                                          | 65                                                                                              | 0                                                                                               | 4                                                                                               | 27. September 2012                                                                              | [ 44 ]                                                                                          |
| DeutschlandEurozone                                                                             | 29. Juni 2012                                                                                   | Bundestag                                                                                       | 66,7 %                                                                                          | 491                                                                                             | 111                                                                                             | 6                                                                                               | 27. September 2012                                                                              | [ 45 ]                                                                                          |
| DeutschlandEurozone                                                                             | 13. September 2012                                                                              | Bundespräsident                                                                                 | –                                                                                               | unterschrieben                                                                                  | unterschrieben                                                                                  | unterschrieben                                                                                  | 27. September 2012                                                                              | [ 46 ]                                                                                          |
| SpanienEurozone                                                                                 | 18. Juli 2012                                                                                   | Senado                                                                                          | 50 %                                                                                            | 240                                                                                             | 4                                                                                               | 1                                                                                               | 27. September 2012                                                                              | [ 47 ]                                                                                          |
| SpanienEurozone                                                                                 | 21. Juni 2012                                                                                   | Congreso de los Diputados                                                                       | 50 %                                                                                            | 309                                                                                             | 19                                                                                              | 1                                                                                               | 27. September 2012                                                                              | [ 48 ]                                                                                          |
| SpanienEurozone                                                                                 | 25. Juli 2012                                                                                   | König                                                                                           | –                                                                                               | unterschrieben                                                                                  | unterschrieben                                                                                  | unterschrieben                                                                                  | 27. September 2012                                                                              | [ 49 ]                                                                                          |
| Rumänien                                                                                        | 21. Mai 2012                                                                                    | Senat                                                                                           | 50 %                                                                                            | 89                                                                                              | 1                                                                                               | 0                                                                                               | 6. November 2012                                                                                | [ 50 ]                                                                                          |
| Rumänien                                                                                        | 8. Mai 2012                                                                                     | Abgeordnetenkammer                                                                              | 50 %                                                                                            | 237                                                                                             | 0                                                                                               | 2                                                                                               | 6. November 2012                                                                                | [ 52 ]                                                                                          |
| Rumänien                                                                                        | 13. Juni 2012                                                                                   | Staatspräsident                                                                                 | –                                                                                               | unterschrieben                                                                                  | unterschrieben                                                                                  | unterschrieben                                                                                  | 6. November 2012                                                                                | [ 53 ] [ 54 ]                                                                                   |
| FrankreichEurozone                                                                              | 11. Oktober 2012                                                                                | Senat                                                                                           | 50 %                                                                                            | 307 (91 %)                                                                                      | 32 (9 %)                                                                                        | 8                                                                                               | 26. November 2012                                                                               | [ 56 ] [ 57 ]                                                                                   |
| FrankreichEurozone                                                                              | 9. Oktober 2012                                                                                 | Nationalversammlung                                                                             | 50 %                                                                                            | 477 (87 %)                                                                                      | 70 (13 %)                                                                                       | 21                                                                                              | 26. November 2012                                                                               | [ 58 ]                                                                                          |
| FrankreichEurozone                                                                              | 22. Oktober 2012                                                                                | Staatspräsident                                                                                 | –                                                                                               | unterschrieben                                                                                  | unterschrieben                                                                                  | unterschrieben                                                                                  | 26. November 2012                                                                               | [ 59 ]                                                                                          |
| EstlandEurozone                                                                                 | 17. Oktober 2012                                                                                | Riigikogu                                                                                       | 50 %                                                                                            | 63                                                                                              | 0                                                                                               | 0                                                                                               | 5. Dezember 2012                                                                                | [ 60 ]                                                                                          |
| EstlandEurozone                                                                                 | 5. November 2012                                                                                | Staatspräsident                                                                                 | –                                                                                               | unterschrieben                                                                                  | unterschrieben                                                                                  | unterschrieben                                                                                  | 5. Dezember 2012                                                                                | [ 61 ]                                                                                          |
| IrlandEurozone                                                                                  | 20. April 2012                                                                                  | Dáil                                                                                            | 50 %                                                                                            | 93                                                                                              | 21                                                                                              | nicht angegeben                                                                                 | 14. Dezember 2012                                                                               | [ 62 ]                                                                                          |
| IrlandEurozone                                                                                  | 24. April 2012                                                                                  | Seanad                                                                                          | 50 %                                                                                            | zugestimmt                                                                                      | zugestimmt                                                                                      | zugestimmt                                                                                      | 14. Dezember 2012                                                                               | [ 63 ]                                                                                          |
| IrlandEurozone                                                                                  | 31. Mai 2012                                                                                    | Referendum                                                                                      | 50 %                                                                                            | 60,3 %                                                                                          | 39,7 %                                                                                          | nicht angegeben                                                                                 | 14. Dezember 2012                                                                               | [ 64 ] [ 65 ]                                                                                   |
| IrlandEurozone                                                                                  | 27. Juni 2012                                                                                   | Präsident                                                                                       | –                                                                                               | unterschrieben                                                                                  | unterschrieben                                                                                  | unterschrieben                                                                                  | 14. Dezember 2012                                                                               | [ 66 ] [ 67 ]                                                                                   |
| FinnlandEurozone                                                                                | 18. Dezember 2012                                                                               | Parlament                                                                                       | 50 %                                                                                            | 139                                                                                             | 38                                                                                              | 1                                                                                               | 21. Dezember 2012                                                                               | [ 68 ] [ 69 ]                                                                                   |
| FinnlandEurozone                                                                                | –                                                                                               | Präsident                                                                                       |                                                                                                 | unterschrieben                                                                                  | unterschrieben                                                                                  | unterschrieben                                                                                  | 21. Dezember 2012                                                                               |                                                                                                 |
| SlowakeiEurozone                                                                                | 18. Dezember 2012                                                                               | Nationalrat                                                                                     | 50 % (absolut) mind. 76 Ja-Stimmen                                                              | 138                                                                                             | 0                                                                                               | 2                                                                                               | 17. Januar 2013                                                                                 | [ 70 ]                                                                                          |
| SlowakeiEurozone                                                                                | 11. Januar 2013                                                                                 | Präsident                                                                                       | –                                                                                               | unterschrieben                                                                                  | unterschrieben                                                                                  | unterschrieben                                                                                  | 17. Januar 2013                                                                                 | [ 71 ]                                                                                          |
| Schweden                                                                                        | 7. März 2013                                                                                    | Riksdagen                                                                                       | 50 %                                                                                            | 251                                                                                             | 23                                                                                              | 37                                                                                              | 3. Mai 2013                                                                                     | [ 72 ]                                                                                          |
| LuxemburgEurozone                                                                               | 27. Februar 2013                                                                                | Chambre des Députés                                                                             | 66,7 %                                                                                          | 46                                                                                              | 10                                                                                              | 0                                                                                               | 8. Mai 2013                                                                                     | [ 74 ]                                                                                          |
| LuxemburgEurozone                                                                               | 29. März 2013                                                                                   | Großherzog                                                                                      | –                                                                                               | unterschrieben                                                                                  | unterschrieben                                                                                  | unterschrieben                                                                                  | 8. Mai 2013                                                                                     | [ 75 ]                                                                                          |
| Ungarn                                                                                          | 25. März 2013                                                                                   | Parlament                                                                                       | 66,7 %                                                                                          | 307                                                                                             | 32                                                                                              | 13                                                                                              | 15. Mai 2013                                                                                    | [ 76 ]                                                                                          |
| Ungarn                                                                                          | 29. März 2013                                                                                   | Staatspräsident                                                                                 | –                                                                                               | unterschrieben                                                                                  | unterschrieben                                                                                  | unterschrieben                                                                                  | 15. Mai 2013                                                                                    | [ 76 ]                                                                                          |
| MaltaEurozone                                                                                   | 11. Juni 2013                                                                                   | Repräsentantenhaus                                                                              | 50 %                                                                                            |                                                                                                 |                                                                                                 |                                                                                                 | 28. Juni 2013                                                                                   | [ 77 ]                                                                                          |
| Polen                                                                                           | 21. Februar 2013                                                                                | Senat                                                                                           | 50 %                                                                                            | 57                                                                                              | 26                                                                                              | 0                                                                                               | 8. August 2013                                                                                  | [ 79 ]                                                                                          |
| Polen                                                                                           | 20. Februar 2013                                                                                | Sejm                                                                                            | 50 %                                                                                            | 282                                                                                             | 155                                                                                             | 1                                                                                               | 8. August 2013                                                                                  | [ 80 ]                                                                                          |
| Polen                                                                                           | 27. Februar 2013                                                                                | Staatspräsident                                                                                 | –                                                                                               | unterschrieben                                                                                  | unterschrieben                                                                                  | unterschrieben                                                                                  | 8. August 2013                                                                                  | [ 81 ]                                                                                          |
| NiederlandeEurozone                                                                             | 25. Juni 2013                                                                                   | Erste Kammer der Generalstaaten                                                                 | 50 %                                                                                            | durch Akklamation                                                                               | durch Akklamation                                                                               | durch Akklamation                                                                               | 8. Oktober 2013                                                                                 | [ 82 ]                                                                                          |
| NiederlandeEurozone                                                                             | 26. März 2013                                                                                   | Zweite Kammer der Generalstaaten                                                                | 50 %                                                                                            | 112                                                                                             | 33                                                                                              | 0                                                                                               | 8. Oktober 2013                                                                                 | [ 83 ]                                                                                          |
| NiederlandeEurozone                                                                             | 26. Juni 2013                                                                                   | Königin                                                                                         | –                                                                                               | unterschrieben                                                                                  | unterschrieben                                                                                  | unterschrieben                                                                                  | 8. Oktober 2013                                                                                 | [ 84 ]                                                                                          |
| Bulgarien                                                                                       | 28. November 2013                                                                               | Narodno Sabranie                                                                                | 50 %                                                                                            | 109                                                                                             | 0                                                                                               | 5                                                                                               | 14. Januar 2014                                                                                 | [ 85 ] [ 86 ]                                                                                   |
| Bulgarien                                                                                       | 3. Dezember 2013                                                                                | Staatspräsident                                                                                 | –                                                                                               | unterschrieben                                                                                  | unterschrieben                                                                                  | unterschrieben                                                                                  | 14. Januar 2014                                                                                 | [ 87 ]                                                                                          |
| BelgienEurozone                                                                                 | 23. Mai 2013                                                                                    | Senat                                                                                           | 50 %                                                                                            | 49                                                                                              | 9                                                                                               | 2                                                                                               | 28. März 2014                                                                                   | [ 88 ]                                                                                          |
| BelgienEurozone                                                                                 | 20. Juni 2013                                                                                   | Abgeordnetenkammer                                                                              | 50 %                                                                                            | 111                                                                                             | 23                                                                                              | 0                                                                                               | 28. März 2014                                                                                   | [ 89 ]                                                                                          |
| BelgienEurozone                                                                                 | 18. Juli 2013                                                                                   | König                                                                                           | –                                                                                               | unterschrieben                                                                                  | unterschrieben                                                                                  | unterschrieben                                                                                  | 28. März 2014                                                                                   | [ 90 ]                                                                                          |
| BelgienEurozone                                                                                 | 20. Dezember 2013                                                                               | Wallonisches Parlament                                                                          | 50 %                                                                                            | 54                                                                                              | 0                                                                                               | 1                                                                                               | 28. März 2014                                                                                   | [ 91 ]                                                                                          |
| BelgienEurozone                                                                                 | 21. Dezember 2013                                                                               | französische Gemeinschaft                                                                       | 50 %                                                                                            | 66                                                                                              | 1                                                                                               | 1                                                                                               | 28. März 2014                                                                                   | [ 92 ]                                                                                          |
| BelgienEurozone                                                                                 | 14. Oktober 2013                                                                                | deutsche Gemeinschaft                                                                           | 50 %                                                                                            | 19                                                                                              | 5                                                                                               | 0                                                                                               | 28. März 2014                                                                                   | [ 93 ]                                                                                          |
| BelgienEurozone                                                                                 | 20. Dezember 2013                                                                               | Parlament der Region Brüssel-Hauptstadt                                                         | 50 %                                                                                            | 54 (FR) 9 (NL)                                                                                  | 3 (FR) 7 (NL)                                                                                   | 1 (FR) 0 (NL)                                                                                   | 28. März 2014                                                                                   | [ 94 ]                                                                                          |
| BelgienEurozone                                                                                 | 19. Dezember 2012                                                                               | Flämisches Parlament                                                                            | 50 %                                                                                            | 62/64                                                                                           | 0                                                                                               | 0                                                                                               | 28. März 2014                                                                                   | [ 95 ]                                                                                          |

## Evaluierung

### Evaluierung 2012
Laut einer Unterrichtung der deutschen Bundesregierung ist es trotz der energischen Sparprogramme keinem der Problemländer im Jahr 2012 gelungen, einen weiteren Anstieg seiner Schuldenstandsquote zu vermeiden. Als Gründe dafür werden angegeben, dass die deutliche konjunkturelle Eintrübung einen nennenswerten Teil der vorgesehenen Einsparungen zunichtegemacht hat, da sich die Steuereinnahmen ungünstiger als erwartet entwickelten und zusätzliche staatliche Ausgaben insbesondere aufgrund der steigenden Arbeitslosigkeit erforderlich geworden sind.

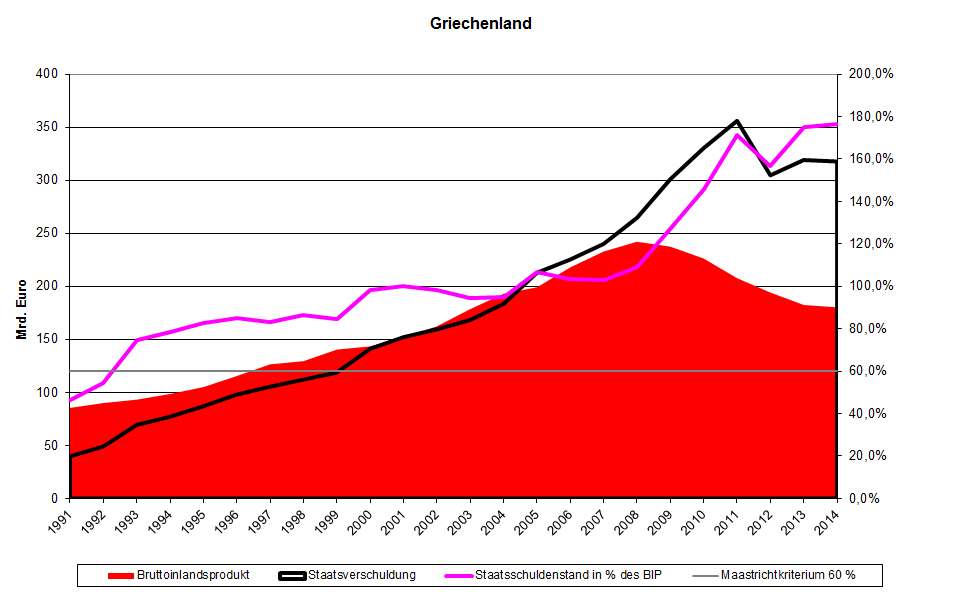
Griechenlands BIP und Verschuldung

### Evaluierung 2013
Haushaltsdefizite wurden (teilweise seit 2009) gesenkt, mit Ausnahme von Deutschland und Portugal sind die Schuldenquoten gestiegen und werden auch 2014 weiter steigen. Griechenland hat 2013 de facto ein Nulldefizit oder (je nach Berechnung) sogar einen Überschuss erwirtschaftet, die Schuldenquote ist 2013 von 156,9 (2012) auf 175,7 % gestiegen (2009: 129,7 % ab Sparauflagen durch die Troika). Dass die OECD in ihrem lobenden Bericht über die Konsolidierungserfolge des griechischen Staatshaushalts (2013) verschweigt, dass die Schuldenstandsquote Griechenlands (in Relation zu sinkendem BIP) seit 2009 weiter enorm gestiegen ist, ist keineswegs überraschend.
Der Sachverständigenrat zur Begutachtung der gesamtwirtschaftlichen Entwicklung gibt an: „Analog zeigt sich, dass in etlichen weiteren Ländern, wie etwa in Belgien, Frankreich, den Niederlanden und Portugal weiterer Konsolidierungsbedarf besteht. Die Grundausrichtung der Finanzpolitik im Euro-Raum dürfte daher im Prognosezeitraum restriktiv bleiben und dämpfend auf die konjunkturelle Entwicklung wirken.“
Und wie schon 2012 geht der Sachverständigenrat von nur kurzfristig negativen Effekten der Sparpolitik aus: „Die negativen kurzfristigen Effekte der Sparmaßnahmen auf die inländische Nachfrage und die Beschäftigung dürften im kommenden Jahr 2014 somit geringer sein als im Jahr 2013.“ Allerdings weist der Sachverständigenrat gleichzeitig darauf hin, dass im Jahr 2014 mit keiner Verbesserung der Exportentwicklung der deutschen Volkswirtschaft zu rechnen ist, da in den potenziellen Abnehmerstaaten (bereits) Disinflation wirkt. Nur oberflächlich betrachtet erscheine damit die Forderung nach Lohnkürzungen in Deutschland gerechtfertigt, da Arbeitslosigkeit und Lohnkürzungen wiederum die Binnenkonjunktur (Inlandsnachfrage) schwächen und die Volkswirtschaften der EU können nun mal nicht alle gleichzeitig Ausgaben verringern und gleichzeitig ihre Leistungsbilanz(en) verbessern (siehe auch Konkurrenzparadoxon bzw. Beggar-thy-Neighbor-Politik).

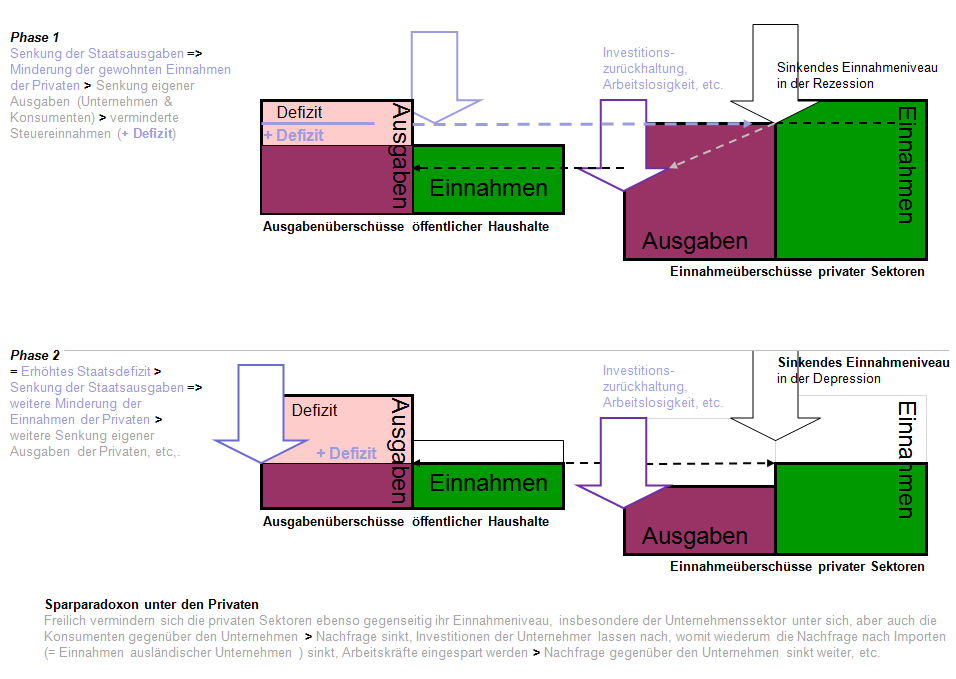
Sparkurs & Sparparadoxon

### Evaluierung 2014
Der Sachverständigenrat zur Begutachtung der gesamtwirtschaftlichen Entwicklung (SVR) stellte in seiner aktualisierten Konjunkturprognose für das Jahr 2015 fest, die Wirtschaft des Euro-Raums habe in der zweiten Jahreshälfte 2014 leichte Fortschritte gemacht. Das Bruttoinlandsprodukt sei etwas kräftiger gewachsen als im Jahresgutachten 2014/15 erwartet. Einige Länder hätten erste Fortschritte bei der Bekämpfung der Arbeitslosigkeit erzielt, wenngleich sie immer noch hoch sei. Die im Euro-Raum angelegte wirtschaftliche Erholung könne geringer ausfallen, wenn nach Griechenland auch in anderen Mitgliedstaaten die notwendigen Anpassungen ausblieben oder bereits umgesetzte Reformen zurückgedreht würden.
Der expansive Effekt der Geldpolitik der EZB sei nur temporär und bilde sich im weiteren Zeitverlauf jedenfalls wieder zurück. Die quantitative Lockerung ersetze somit keine Strukturreformen und sei zudem mit erheblichen Risiken für die wirtschaftliche Entwicklung verbunden, insbesondere aufgrund verminderter Anreize für Reformen und aufgrund von Risiken für die Finanzstabilität. Im Fall einer Staatsinsolvenz Griechenlands seien Gefahren für die europäische Wirtschaftsentwicklung „eher begrenzt“. Das Beispiel Griechenlands Ende 2014 zeige, wie erste Anzeichen eines Aufschwungs abrupt beendet werden, wenn Unsicherheit bezüglich des künftigen politischen Kurses aufkomme.